# Памятник хирургу Валерию Шумакову
Памятник хирургу Валерию Шумакову — монумент в честь выдающегося российского трансплантолога, академика РАН Валерия Ивановича Шумакова, установленный к его 80-летию у Центра трансплантологии и искусственных органов, который В. И. Шумаков возглавлял и который теперь носит его имя.
Идея создания памятника академику В. И. Шумакову принадлежала руководству Федерального научного центра трансплантологии и искусственных органов им. академика В. И. Шумакова и в частности директору центра С. В. Готье. В 2010 году врачами института было предложено разработать проект памятника московскому скульптору Денису Стритовичу. Открытие памятника состоялось 9 ноября 2011 года в день 80-летия медика в присутствии многочисленных коллег. Авторы скульптуры и проекта Стритович, Денис Анатольевич и Головина Надежда Евгеньевна.
Замерший во дворе Института трансплантологии, Валерий Шумаков совсем не похож на первопроходца. Но именно в этом статусе он попал в медицинские энциклопедии, — 
отмечалось в телерепортаже об открытии памятника.